# Riaga radiata
Riaga radiata är en fjärilsart som beskrevs av Alfred Ernest Wileman och Reginald James West 1928.
Riaga radiata ingår i släktet Riaga och familjen nattflyn. Inga underarter finns listade.